# Robert Gordon-Finlayson

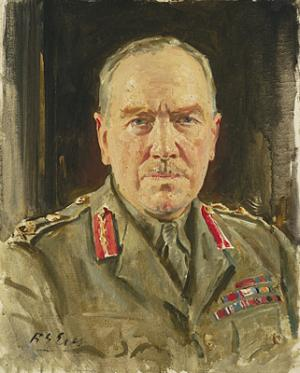
General Robert Gordon-Finlayson (Gemälde von Reginald Grenville Eves, 1940)

Robert „Copper“ Gordon-Finlayson, KCB, CMG, DSO (* 15. April 1881; † 23. Mai 1956) war ein britischer General der British Army, der unter anderem zwischen 1939 und 1940 Generaladjutant des Heeres sowie zuletzt von 1940 bis 1941 Oberkommandierender des Heereskommandos West war.

## Leben
Robert „Copper“ Gordon-Finlayson war ursprünglich Angehöriger der Suffolk Militia und trat am 17. März 1900 als Leutnant (Second Lieutenant) in die Royal Artillery der British Army ein. Im Anschluss fand er zahlreiche Verwendungen als Offizier und Stabsoffizier. Nachdem er von 1926 bis 1927 Instrukteur am Staff College Camberley war, fungierte er als Brigadegeneral (Brigadier) zwischen Januar 1928 und Februar 1931 als Kommandeur der Royal Artillery der 3. Division. Anschließend war er zwischen 1931 und 1934 Kommandeur des Militärbezirks Rawalpindi in Britisch-Indien und übernahm daraufhin im Oktober 1934 als Generalmajor (Major-General) als Nachfolger von Generalmajor Walter Pitt-Taylor den Posten als Kommandierender General (General Officer Commanding) der 3. Division (3rd Division). Er verblieb auf diesem Posten bis April 1936 und wurde daraufhin von Generalmajor Cecil Heywood abgelöst. Für seine langjährigen Verdienste wurde er Companion des Order of St Michael and St George (CMG) und erhielt zudem den Distinguished Service Order (DSO).
Als Generalleutnant (Lieutenant-General) löste Copper Gordon-Finlayson im März 1939 Generalleutnant George Alexander Weir als Kommandierender General der britischen Truppen in Ägypten ab und bekleidete diese Funktion bis Juni 1939, woraufhin Generalleutnant Henry Maitland Wilson seine Nachfolge antrat. Am 11. Mai 1937 wurde er zum Knight Commander des Order of the Bath (KCB) geschlagen und führte seither den Namenszusatz „Sir“. Nach seiner Rückkehr wurde er als General am 1. Juli 1939 Generaladjutant des Heeres (Adjutant-General to the Forces) im Kriegsministerium (War Office) und damit Nachfolger von General Clive Gerard Liddell. Er verblieb auf diesem militärischen Spitzenposten bis Juni 1940 und wurde daraufhin von General Colville Wemyss abgelöst. Zuletzt wurde er am 10. Juni 1940 Nachfolger von General Robert Haining als Oberkommandierender des Heereskommandos West (General Officer Commanding in Chief Western Command) und verblieb auf diesem Posten bis November 1941. Sein dortiger Nachfolger wurde daraufhin General James Marshall-Cornwall. Zugleich war er zwischen 1940 und 1941 auch Aide-de-camp von König Georg VI. und trat danach im November 1941 in den Ruhestand.
Robert „Copper“ Gordon-Finlayson war Vater von drei Kindern. Seine einzige Tochter Mary Leslie Gordon-Finlayson war mit John Boyle, 14. Earl of Cork verheiratet. Sein Sohn James Richmond Gordon-Finlayson war Oberst (Group Captain) der Royal Air Force und wurde neben dem DSO auch mit dem Distinguished Flying Cross (DFC) ausgezeichnet. Sein zweiter gleichnamiger Sohn Robert Gordon-Finlayson war Generalmajor der British Army und wurde mit dem Offizierskreuz des Order of the British Empire (OBE) geehrt.